# Pentapora fascialis
Pentapora fascialis is een mosdiertjessoort uit de familie van de Bitectiporidae. De wetenschappelijke naam van de soort is, als Eschara fascialis, voor het eerst geldig gepubliceerd in 1766 door Pallas.